# Ratusz – Muzeum Poznania
Ratusz – Muzeum Poznania – oddział Muzeum Narodowego w Poznaniu, muzeum dotyczące historii miasta. 

## Charakterystyka
Mieści się w poznańskim ratuszu na Starym Rynku.
Jako oddział Muzeum Narodowego w Poznaniu jest wpisane do Państwowego Rejestru Muzeów, prowadzonego przez ministra właściwego do spraw kultury i ochrony dziedzictwa narodowego, zgodnie z art. 13 ustawy z dnia 21 listopada 1996 r. o muzeach.
Eksponaty prezentowane są w reprezentacyjnych salach pierwszego piętra – z Salą Renesansową (tzw. Wielką Salą) nakrytą sklepieniem z 1555 i odbudowanych w formie sal wystawienniczych pomieszczeniach drugiego pietra. Do 1997 ekspozycje odbywały się także w gotyckich piwnicach, które udostępniono zwiedzającym ponownie, po remoncie zakończonym w 2024 roku. Część stała poświęcona jest dziejom Poznania od lokacji w XIII wieku po 1945.
Do 2022 działało pod nazwą Muzeum Historii Miasta Poznania.